# Heidenhofen
Heidenhofen ist ein Dorf und heute der kleinste Stadtteil der Großen Kreisstadt Donaueschingen im Schwarzwald-Baar-Kreis in Baden-Württemberg. Der Ort zählt etwa 250 Einwohner.

## Geographie
Heidenhofen liegt bei 47° 59' nördlicher Breite und 8° 34' östlicher Länge auf einer durchschnittlichen Höhe von 742 m über Normalnull. Die Gesamtgröße der Gemarkung beträgt 267 ha, davon sind 185 ha Felder, 23 ha Wiesen, 25 ha Wald, 33 ha nehmen die Siedlungsfläche und Verkehrswege ein und 1 ha sonstige Flächen. Das geologische Fundament des Ortes bildet der zum Schwarzen Jura zählende Arietenkalk. Da der westliche Nachbarort Aasen noch auf dem weicheren Keuper liegt, lässt sich der Wechsel im Gesteinsuntergrund anhand einer scharfen Geländekante, welche im Laufe von Jahrmillionen durch Erosion entstanden ist, heute mit bloßem Auge zwischen den beiden Ortschaften leicht im Gelände ablesen.

## Geschichte

### Frühmittelalter
Heidenhofen wurde erstmals 759/60 in einer Urkunde des Klosters St. Gallen erwähnt; es ist damit gemeinsam mit Biesingen der älteste urkundlich erwähnte Ort des Schwarzwald-Baar-Kreises. Ursprünglich war Heidenhofen der namengebende Vorort einer Urmark, zu deren Gebiet die Orte Aasen und Biesingen gehörten.
Die Heidenhofener Hilariuskirche zählte zu den Urkirchen der Baar und wurde bereits am 28. April 857 in einem Diplom König Ludwigs des Deutschen erwähnt.

### Die St.-Josefs-Bruderschaft zum guten Tod
Die St.-Josefs-Bruderschaft zum guten Tod wurde im Jahre 1694 auf Betreiben von Pfarrer Michael Greysing gegründet.

### Eingemeindung
Am 1. April 1972 wurde Heidenhofen in die Stadt Donaueschingen eingegliedert.

## Ortsname
Der Name Heidenhofen  wurde von der bisherigen Forschung im Sinne von ‚Siedlung beim Hof des Haido‘ gedeutet.

## Wappen
Der grüne Wappenschild mit goldenem Balken ist angelehnt an das Wappen der Herren von Sunthausen, denen Heidenhofen bis 1477 gehörte. In diesem Jahre verkauften die Sunthausener den Ort an die Fürstenberger. Die Zugehörigkeit Heidenhofens zum Fürstentum Fürstenberg wird durch den blausilbernen Wolkenfeh-Schildrand symbolisiert.

## Politik

### Liste der Vögte und Bürgermeister (1598–1832)
- 1598–1619: Jacob Fenus, Vogt und Präfekt[14]
- 1646–1657: Michael Pieheler, Vogt
- 1650–1656: Johannes Egle, Präfekt
- 1660–?: Martin Bertschin, Vogt
- 1670–?: Martin Bausch, Präfekt
- 1680–1696: Michael Bühler, Vogt und Präfekt
- 1696–1707: Balthasar Wismann, Vogt
- 1713–1720: Hans Engesser, Vogt
- 1716–?: Jakob Bori, Bürgermeister
- 1739–?: Michael Wehinger, Vogt
- 1752–1754: Ignati Schöndienst, Bürgermeister
- 1754–1757: Johannes Rottweyler, Bürgermeister
- 1757–1763: Johannes Engesser Bürgermeister
- 1763–1767: Josef Engesser, Bürgermeister
- um 1770: Ignati Höfler, Bürgermeister
- 1777–1783: Johann Schöndienst, Vogt und Bürgermeister
- 1772–1775: Christian Bury, Präfekt und Ludimoderator
- 1784–1809: Anton Reichmann, Vogt
- 1804: Anton Schwörer, Vogt in Vertretung
- 1804–1809: Mathias Reichmann, Bürgermeister
- 1809–1820: Fridolin Schöndienst, Bürgermeister
- 1810–1818: Mathias Reichmann, Vogt
- 1818–1828: Johann Reichmann, Vogt
- 1828–1832: Konrad Höfler, Vogt und Bürgermeister
- 1832: Johannes Schwörer, Vogtverweser

### Liste der Bürgermeister (1833–1972)
- 1833–1839: Matthäus Heizmann[15]
- 1839–1843: Anton Höfler
- 1843–1845: Josef Müller sen.
- 1849–1857: Fideli Bury
- 1858–1868: Josef Müller jun.
- 1868–1902: Josef Höfler
- 1902: Silvester Höfler
- 1903–1908: Friedrich Reichmann
- 1908–1919: Mathias Schwörer
- 1919–1923: Johann Müller
- 1923–1944: Josef Müller
- 1944–1945: Ernst Höfler
- 1945–1969: August Engesser
- 1969–1972: Franz Weiß[16]

### Liste der Ortsvorsteher (seit 1972)
- 1972–1975: Franz Weiß[17]
- 1976–1988: Franz Bury
- 1988–2009: Hans Reichmann
- seit 2010: Reiner Merkle

## Naturdenkmal

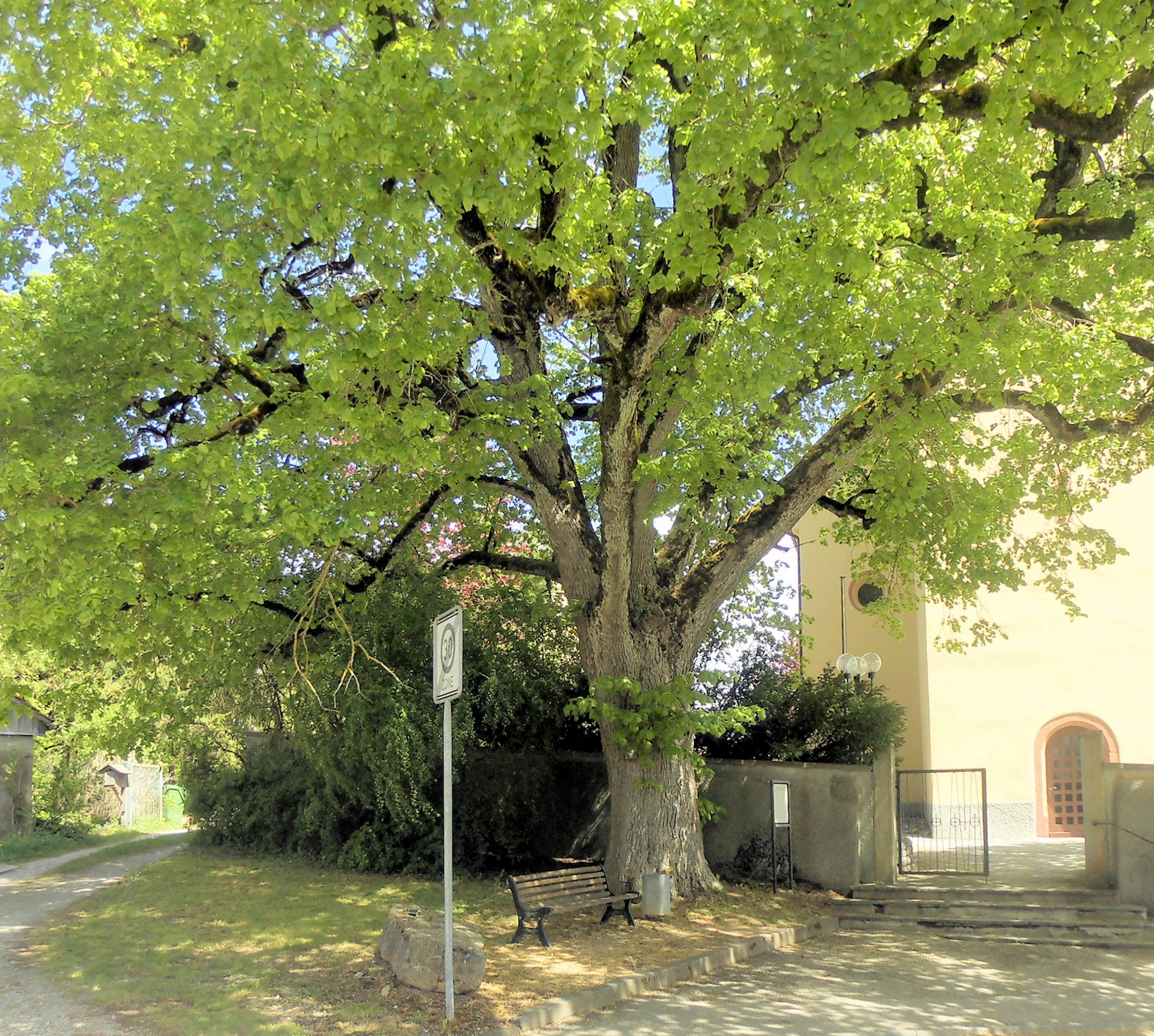
Winterlinde Heidenhofen

Die mächtige Dorflinde vor der St. Hilariuskirche zu Heidenhofen wurde im Jahre 1959 zum Naturdenkmal erklärt. Gepflanzt wurde diese Winterlinde (Talia cordata), die heute einen Umfang von 4,50 m hat, um das Jahr 1670. Sie ist damit der älteste Lindenbaum im gesamten Landkreis.

## Sagen
Mehrere Sagen umranken das sich auf der Heidenhofener Gemarkung befindliche „Bettelhansenkreuz“.